# Spelet (TV-program)
Spelet är ett svenskt underhållningsprogram i tävlingsformat som har premiär på SVT och SVT Play den 14 september 2025. Programmet är baserat på ett sydkoreanskt format som köpts av flera länder.

## Upplägg
Tolv kända svenskar isoleras i en lyxsvit uppe i en skyskrapa. De är övervakade dygnet runt och måste navigerar sig fram i ett spel där list och pakter ingår för att undvika utröstning. Under spelets gång får de instruktioner om tävlingar och utmaningar som påverkar maktordningen i gruppen. En panel bestående av Samir Badran, Natalie Demirian Genna, Gry Forssell och Petri Kajonius guidar tittarna genom programmet. En efter en röstas de ut av gruppen tills bara en vinnare står kvar.

## Deltagare
- Hanna Friberg
- Håkan Juholt
- Ikenna Abika
- Marcus Dubois
- Felicia Eriksson / Fröken Snusk (originalet)
- Christian Bauer
- Ayan Ahmed
- Jan Emanuel
- Zeina Mourtada
- Dominika Peczynski
- Julia Franzén
- Daniel Paris